# Třída Montford Point
Třída Montford Point je třída pomocných vojenských plavidel námořnictva Spojených států amerických provozovaných jeho složkou Military Sealift Command. Plavidla třídy Montford Point slouží jako mobilní přístaviště a plovoucí vojenské základny. Mají široké využití od pomoci při humanitárních misích a přírodních katastrofách, po vojenské výsadkové operace.
První dvě jednotky třídy jsou koncipovány jako mobilní přístaviště, sloužící k překládce vozidel a zásob z transportních lodí na vyloďovací čluny a výsadková vznášedla Landing Craft Air Cushion. Umožňují tak provádění výsadkových operací i v místech, kde by to jinak ztěžoval nedostatek přístavů. Mobilní přístaviště mají spolupracovat především s plavidly kategorie „Large Medium-Speed Roll-on/Roll-off“ tříd Bob Hope, Watson, Gordon a Shughart, či s plavidly kategorie „Joint High Speed Vessel“ třídy Spearhead. Původní kategorizace těchto plavidel Mobile Landing Platform (MLP) byla v roce 2015 změněna na Expeditionary Transfer Dock (ESD).
Dalších šest jednotek je stavěno ve výrazně upravené podobě plovoucích předsunutých vojenských základen (Afloat Forward Staging Base, AFSB). V roce 2015 bylo jejich označení změněno na Expeditionary Mobile Base (ESB).

## Stavba

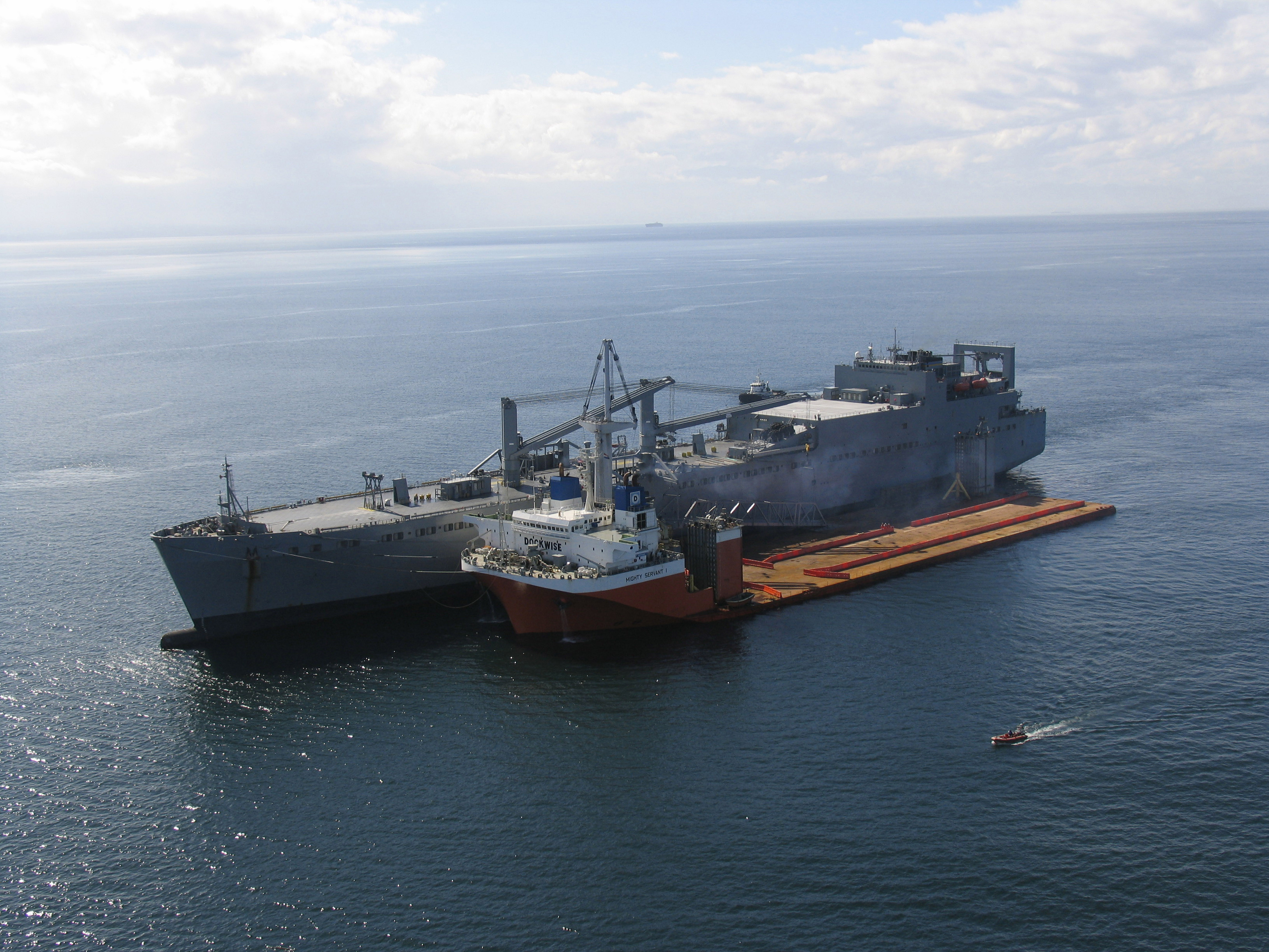
USNS Watkins a Mighty Servant 1 při testování koncepce mobilních výsadkových bází.

Stavba třídy je součástí realizace konceptu nasazení expedičních sil Sea Base. Koncepce nasazení mobilních výsadkových bází byla v předstihu testována na cvičeních amerického námořnictva. Například v roce 2005 k tomu byla využita loď pro přepravu vozidel USNS Watkins (T-AKR-315) a loď pro přepravu rozměrných nákladů Mighty Servant 1.
Vyprojektování a stavba prvních dvou jednotek této třídy byla objednána roku 2011 u loděnice General Dynamics National Steel and Shipbuilding Company (NASSCO) v San Diegu. Třetí jednotka byla u NASSCO objednána v únoru 2012 a čtvrtá v srpnu 2012.
V srpnu 2019 byla objednána stavba šesté a sedmé jednotky, včetně opce na jednotku osmou.
Stavba první jednotky Montford Point začala v červnu 2011, v roce 2012 byla loď spuštěna na vodu a v červenci 2013 vyplula ze San Diega na první zkušební plavbu. Zařazena byla v květnu 2013. Po ná následovala sesterská loď John Glenn, zařazená do služby roku 2014. Poté navázala stavba modifikované verze této třídy, specializované pro plnění role plovoucí předsunuté základny. Celkem bylo objednáno šest těchto plovoucích základen. První tři (Lewis B. Puller, Hershel „Woody“ Williams a Miguel Keith) byly do služby přijaty v letech 2017–2021. Stavba plavidla Miguel Keith se protáhla kvůli poškození způsobenému nehodou, při které došlo k zatopení stavebního doku.
V roce 2019 námořnictvo rozhodlo o přijetí plavidel ESB do služby jako válečných lodí, včetně změny jejich prefixu z USNS na USS.
Jednotky třídy Montford Point:
| Jméno                                                     | Zahájení stavby  | Založení kýlu     | Spuštěna           | Dokončení                                      | Status    |
| --------------------------------------------------------- | ---------------- | ----------------- | ------------------ | ---------------------------------------------- | --------- |
| USNS Montford Point (T-ESD-1, ex T-MLP-1)                 | červen 2011      | 19. ledna 2012    | 13. listopadu 2012 | 17. května 2013                                | aktivní   |
| USNS John Glenn (T-ESD-2, ex T-MLP-2)                     | duben 2012       | 4. prosince 2012  | 15. září 2013      | 12. března 2014                                | aktivní   |
| USS Lewis B. Puller (ESB-3, ex T-ESB-3, T-MLP-3/T-AFSB-1) | únor 2012        | 5. listopadu 2013 | 6. listopadu 2014  | 15. června 2015 (USNS) 17. srpna 2017 (USS)    | aktivní   |
| USS Hershel „Woody“ Williams (ESB-4, ex T-ESB-4)          | říjen 2015       | 2. srpna 2016     | 19. srpna 2017     | 22. února 2018 (USNS) 7. března 2020 (USS)     | aktivní   |
| USNS Miguel Keith (ESB-5, ex T-ESB-5)                     | 25. ledna 2017   | 30. ledna 2018    | 10. srpna 2018     | 15. listopadu 2019 (USNS) 8. května 2021 (USS) | aktivní   |
| USS John L. Canley (ESB-6)                                | červen 2020      | 30. dubna 2022    | květen 2022        | 1. března 2023 (USNS) 17. února 2024 (USS)     | aktivní   |
| USS Robert E. Simanek (ESB-7)                             | 1. prosince 2021 | 27. května 2022   |                    | 12. září 2024 (USNS)                           | aktivní   |
| USNS Hector A. Cafferata Jr. (ESB-8)                      | 8. srpna 2023    | 25. dubna 2024    |                    |                                                | ve stavbě |

## Konstrukce

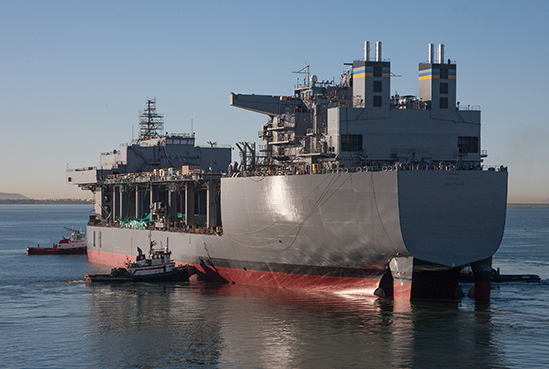
USNS Lewis B. Puller (T-ESB-4)

### MLP
Konstrukce této třídy vychází z ropných tankerů třídy Alaska. Plavidlo může přepravit až 1112 vojáků americké námořní pěchoty s vybavením. Ponese též 100 000 galonů pitné vody a 590 000 galonů paliva JP5. Bude vybaveno balastními nádržemi, které umožní ponoření lodě až po úroveň nákladové paluby, což značně zjednoduší překládku vozidel a materiálu. V nákladové palubě budou tři spoty pro přistání výsadkových vznášedel LCAC. Pohonný systém tvoří dva diesely MAN/B&W. Lodní šrouby jsou dva. Nejvyšší rychlost bude 15 uzlů. Dosah je 9500 námořních mil při rychlosti 15 uzlů.